# 카카두자갈언덕쥐
카카두자갈언덕쥐(Pseudomys calabyi)는 쥐과에 속하는 설치류의 일종이다. 오스트레일리아의 토착종이다. 자갈언덕쥐의 하나이다.